# Лапні (зупинний пункт)
Ла́пні — пасажирський залізничний зупинний пункт Рівненської дирекції Львівської залізниці.
Розташований біля села Лапні, Ковельський район, Волинської області на лінії Вербка — Камінь-Каширський між станціями Вербка (19 км) та Камінь-Каширський (30 км).
Станом на кінець лютого 2019 року пасажирське сполучення відсутнє.